# Guillaume Latrille de Lorencez
Guillame Latrille, conte di Lorencez (Pau, 21 aprile 1772 – Bar-le-Duc, 1º ottobre 1855) è stato un generale francese.

## Biografia
Proveniente da una famiglia borghese originaria di Pau, era imparentato con i generali Nicolas Charles Oudinot, Nicolas Charles Victor Oudinot e Pierre Claude Pajol.
Intraprese la propria attività militare in seno alla Rivoluzione francese entrando come volontario dal 12 dicembre 1791 nel 2º Battaglione volontari dei Bassi Pirenei e venendo promosso il 26 dicembre di quell'anno al rango di sergente. L'anno successivo divenne luogotenente e poi maggiore dal 1793, anno in cui dal 1º settembre venne nominato capitano nel 39º Reggimento di fanteria, nonché aiutante di campo del generale Augereau. Posto a capo della piccola guarnigione di Pavia nel maggio del 1796, durante la rivolta della città si rinchiuse nel castello Visconteo, che venne assediato dai rivoltanti.
Legatosi sempre più agli ambienti napoleonici, con la proclamazione dell'Impero nel 1805 venne nominato colonnello del 46º Reggimento di linea, col quale prese parte alle battaglie di Ulma, Austerlitz, Jena ed Eylau. Il 10 febbraio 1807 divenne generale di brigata e prese parte alla battaglia di Wagram, ove venne ferito.
Il 15 luglio 1809 ottenne il comando dell'Armata di Germania, sottoposto al comando del generale Louis Alexandre Berthier e l'anno successivo ottenne la direzione dell'Armata di Catalogna operante in Spagna. Per il servizio prestato venne nobilitato al rango di barone dell'Impero il 29 giugno 1809. Nominato generale di divisione il 13 marzo 1813, prese parte alla battaglia di Bautzen ove venne ferito e successivamente ottenne il titolo di conte dell'Impero, l'11 settembre dello stesso anno. Il 20 gennaio 1814 venne nominato comandante della 14ª Divisione militare.
Rimasto in carica nell'esercito anche dopo il crollo dell'impero napoleonico, il 14 aprile 1815 venne incaricato dell'organizzazione della Guardia nazionale durante i Cento giorni. Passato definitivamente al servizio della monarchia, dal 1816 al 1826 fu ispettore generale della fanteria del Regno di Francia, ritirandosi dal servizio il 15 agosto 1839.
Morì a Bar-le-Duc il 1º ottobre 1855. Il suo nome spicca insieme a quello di altri brillanti generali napoleonici sull'Arco di Trionfo di Parigi.